# Островная тростнянка
Островная тростнянка (лат. Hyperolius molleri) — вид лягушек из семейства прыгуньи (лат. Hyperoliidae). Эндемик острова Сан-Томе у западного побережья Африки. Находки с соседнего острова Принсипи теперь относят к Hyperolius drewesi, описанному как отдельный вид в 2016 году.

## Таксономия и систематика
Этот вид был описан Яковом Владимировичем Бедрягой в 1892 году и назван в честь Адольфа Ф. Мёллера (1842—1920), португальского ботаника, собиравшего биологические образцы в Сан-Томе. Принадлежит к так называемому комплексу видов Hyperolius cinnamomeoventris. Может образовывать гибриды с Hyperolius thomensis.

## Внешний вид и строение
Размер взрослых самцов составляет 24—31 мм, а взрослых самок — 31—33 мм в длину от носа до отверстия клоаки. Спинка ярко-зеленая или коричневая с тонкими шиповидными выростами. У молодых особей светлые дорсолатеральные линии. Живот однородный белый или красный. Брюшная сторона ног от белого до красного цвета. Зрачок горизонтальный.

## Среда обитания и охрана
Островная тростнянка встречается в девственных лесах, на заросших полях, в кокосовых рощах, кофейных плантациях и на нарушенных территориях от уровня моря до 1420 м над уровнем моря. Икру откладывают на поверхности листьев над стоячей или очень медленно текущей водой. Головастики развиваются в воде.
Многочисленный вид. Серьезные угрозы для него неизвестны, учитывая способность приспосабливаться к изменению среды обитания. Встречается в национальном парке Обо.